# Psalter van Germain van Parijs

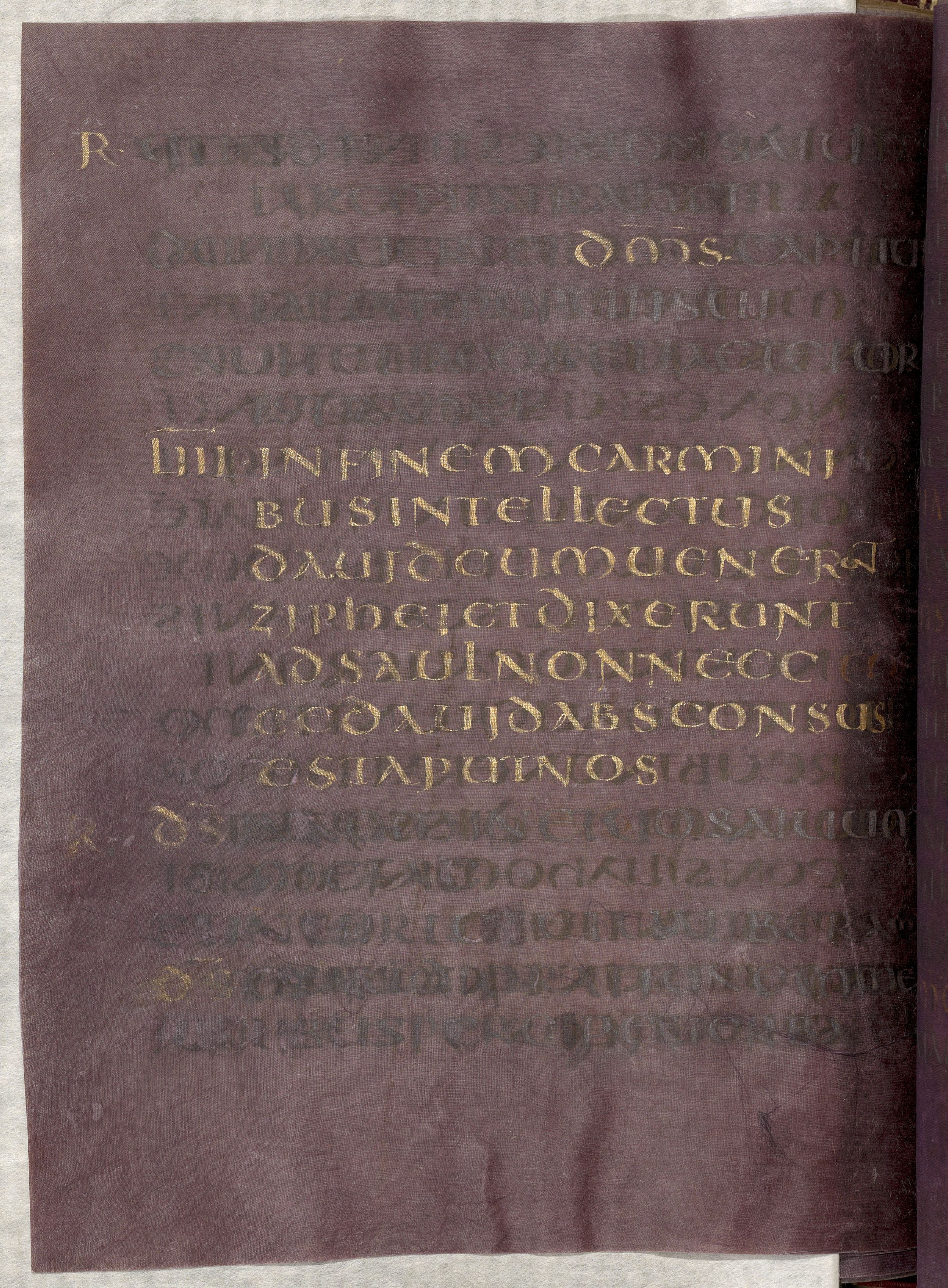
Psalter van Germain van Parijs, f101v

Het Psalter van Germain van Parijs is een van de oudste psalters die bewaard zijn gebleven. Het werd gemaakt tussen 500 en 576 en kreeg zijn naam naar de Heilige Germain van Parijs die geboren werd omstreeks 496, in 555 benoemd werd tot bisschop van Parijs en dat bleef tot aan zijn dood in 576. Het psalter werd teruggevonden in zijn graftombe. Het wordt nu bewaard in de Bibliothèque nationale de France als Ms. Latin 11947.

## Beschrijving
Het Psalter van Germain van Parijs is een Merovingisch  handschrift dat geschreven werd met zilverinkt en hier en daar met goudinkt op perkament dat vooraf purper gekleurd was. Deze purperrode verfstof, het teken van rijkdom, smaak en aanzien, was in die tijd de traditionele koningskleur. Het handschrift bevat 291 folia van 275 bij 220 mm. Het is geschreven in het Latijn in een kolom van 18 lijnen per blad in een unciaal schrift.
Het psalter is niet verlucht, het bevat geen miniaturen of versierde initialen. De aanvang en het nummer van de psalmen is in goudinkt geschreven en de verwijzingen naar God en Christus eveneens.
Men heeft voorlopig geen idee waar het manuscript werd geschreven en evenmin over de identiteit van de opdrachtgever. Dat het psalter bij Germain van Parijs terecht kwam, betekent niet noodzakelijk dat hij de opdrachtgever was.

## Inhoud
Het handschrift bevat de psalmen uit het Oude Testament in een versie van de Vetus Latina ouder dus dan de Vulgaat, de versie geschreven door  Hiëronymus tussen 390 en 405.
Links van de tekstkolom staan 70 letters R geschreven in het goud. Volgens de studie van Michel Huglo dienden die om het volgende tekstdeel te merken als responsum dat door de kerkelijke gemeente gereciteerd of gezongen werd in antwoord op het eerste deel van de psalm voorgezongen of voorgebeden door de voorganger.

## Weblinks
- Het psalter online raadplegen